# Николај Јемељин
Николај Николајевич Јемељин (рус. Николай Николаевич Емелин) је руски певач познат по родољубивим песмама инспирисаним културом Козака, родноверјем и културом и историјом Словена, нарочито Руса.

## Биографија
Николај Јемељин рођен је 25. јула 1967, на западу Сибира, у козачкој станици Карјаковка (рус. Карякóвка) (северни Казахстан).
Од 1983. до 1985. године служи војни рок.
Од 1986. до 1988. године побеђује на бројним фестивалима и конкурсима за ауторе и извођаче песама, који су обухватали територију читавог Совјетског Савеза.
Од 1988. године се професионално бави естрадном уметношћу.
Прву плочу под називом „Кошуља и крст“ (рус. Рубаха и Крест) снимио је 1989. године у Минску, а објављена је 1991. године од стране свесавезне компаније грамофонских плоча „Мелодија“ (рус. Мелодия).
1990—1995. вишеструка појављивања у популарним телевизијским емисијама државне телевизије: „Совјетска Русија“ (рус. Советская Россия), „Шири круг“ (рус. Шире круг), „Срећни случај“ (рус. Счастливый случай), „Браво“ (рус. Браво), „Фармер-91“ (рус. Фермер-91), „Завалинка“ (рус. Завалинка), „Руски дом“ (рус. Русский Дом).
1994. - сарађује са групом „Горница“.
1996. - излази албум (рус. Ничей) у продукцији компаније RDM.
1997. - студира на вишим режисерским курсевима у кинематографској школи им. Бондарчука.
2005. - албум (рус. Коло Колъ).
2007. - албум „Завет“ (рус. ЗавеД).
2008. - албум „Один“ (рус. Один).
2009. - албум „25. јула“ (рус. 25 июля), посвећен сећању на Василија Шукшина.
2011. - албум „Побратими“ (рус. Побратейники).
Од 1990. године до данас одржао је бројне концерте у Москви и градовима широм Русије.
Његова песма је „Руси - унуци Сварога“ (рус. Русь - Внуки Сварога) постала је изузетно позната, пошто Александар Поветкин, чувени руски боксер, улази у ринг уз ту песму.